# Ceratina belizensis
Ceratina belizensis är en biart som beskrevs av Baker 1907. Ceratina belizensis ingår i släktet märgbin, och familjen långtungebin. Inga underarter finns listade i Catalogue of Life.